# 佐藤勝利
佐藤 勝利（さとう しょうり、1996年〈平成8年〉10月30日 - ）は、日本のアイドル、俳優。男性アイドルグループtimeleszのメンバー。お笑いユニットグラタングミのメンバー（プロデューサー）。
東京都出身。STARTO ENTERTAINMENT所属。

## 来歴
2010年10月30日、オーディションに合格し、ジャニーズ事務所に入所。同期に神宮寺勇太（元King & Prince）、目黒蓮（Snow Man）、原嘉孝（timelesz）、宮近海斗、中村海人、松倉海斗（共にTravis Japan)などがいる。
2011年9月29日、Sexy Zoneの結成とともに、11月にCDデビューすることが発表された。
2012年4月7日、米ハワイ州オアフ島で開かれたフォード・アイランド・ブリッジランに出場し、42分42秒04の記録を出した。
2013年10月5日、日本テレビ系ドラマ『49』にて連続ドラマ初主演。
2014年7月29日、EXシアター六本木で初のソロコンサートを開催。8月11日に追加公演も行われた。
2017年3月4日、映画初出演にして初主演を務める『ハルチカ』を公開。同年10月6日、ラジオレギュラー番組「VICTORY ROADS」（bayfm）を放送開始。同番組で、自身初の単独レギュラー番組となる。
2019年11月1日、映画初単独主演を務める『ブラック校則』を公開。
2021年1月4日、フジテレビ系列「VS魂」レギュラー出演開始。同年9月、『ブライトン・ビーチ回顧録』にて舞台単独初主演。
2024年1月9日、個人公式Instagramを開設した。 
同年9月、自身がプロデューサー、ダウ90000の蓮見翔が脚本、ディレクターの橋本和明が演出を務めるコントユニットを結成することを発表。
同年11月11日 - 13日、 コントユニット「グラタングミ」として「コントライブ『佐藤勝利のすべて』」を東京・NEW PIER HALLで開催した。 公式YouTubeチャンネル「佐藤勝利のすべて」では、コントライブを開催するまでの道のりを追った映像が全10話で配信された。

## 人物

### 入所経緯
- 芸能界に入る前は2度スカウトされた経験があったものの、当時は乗り気ではなかったという[23]。オーディション当日は友人と自身の誕生日パーティーを予定していたこともあり、誕生日を取るかオーディションを取るかで悩んでいたところ、母親がせっかくだからというので、佐藤の大好物の親子丼につられてオーディションに参加することになったという[23]。

### 家族
- 9歳上の姉、7歳上と5歳上の兄がおり[24]、父親は2016年に病気のため57歳で他界している[25]。

### 名前の由来
- 「勝利」という名前は父親が命名。父親は、上3人の出産には立ち会えなかったが、佐藤の時に初めて出産に立ち会うことができた。その時に“赤ちゃんが生まれただけで勝利なんだ”と思ったことから「勝利」と名付けられた[24]。

### 交友関係
- お笑い好きで、四千頭身の後藤拓実と仲がよく、2人きりでご飯に行く関係である[26]。
- 元King & PrinceでNumber_iの岸優太とは年齢も入所日も近く[27]、親友である[28]。二人の名前の頭文字から「優勝コンビ」と呼ばれている[27]。

### 趣味・特技
- 中学時代、陸上部に所属し、部長を務めていた[29]。長距離走が得意[29]で、2012年3月18日開催の「ジャニーズJr.選抜 野球大会 2012春」ではマラソン部門で1位に輝き[30]、2012年4月7日開催の10キロマラソン大会「フォード・アイランド・ブリッジラン」に出場し、男子15 - 19歳の部で5位入賞を果たした[9]。一方、泳ぎに関してはカナヅチであったが2019年にTV番組『アオハルTV』の企画を通じて克服し、泳げるようになった[31]。
- 親がブラックミュージックやビートルズなどを聞かせてくれていたことで幼少期から音楽が好きだった[32]。19歳頃に自分の色を作りたい、と考えていたとき[33]、2015年に見たポール・マッカートニーの日本公演に衝撃を受けギターを始めた[32][34]。音楽番組[35]やコンサートでもギターの腕前を披露している[36]。映画『ハルチカ』への出演をきっかけにホルンの演奏も習得している[37]。

### その他
- 普通自動車第一種運転免許を保有している。
- Snow Manの深澤辰哉は、地元が同じで中学の先輩にあたる[38]。SixTONESの京本大我[39]と松村北斗[40]は、高校の先輩にあたる。

## 受賞歴
2024年
- ViVi「2024年下半期 国宝級イケメンランキング」NOW部門1位

## 作品

### ソロ曲
- おなじ空の下（作詞：佐藤勝利、作曲：川口進・Christofer Erixon・Joakim Bjornberg、編曲：石塚知生）
  - Sexy Zoneの5枚目のシングル「バィバィDuバィ〜See you again〜/A MY GIRL FRIEND」初回限定盤Sに収録。
- Black/White（作詞：ケリー、作曲：北室龍馬） （未音源化）
- Hachidori（作詞：佐藤勝利、作曲：Christofer Erixon・ジョセフ・メリン、編曲：石塚知生）
  - Sexy Zoneの7枚目のシングル「男 never give up」初回限定盤Sに収録。
- 好きだよ（作詞：佐藤勝利、作曲：Takuya Harada・Josef Melin）
  - Sexy Zoneの3枚目のアルバム「Sexy Power3」に収録。
- まだ見ぬ景色（作詞：村野直球、作曲：STEVEN LEE・Andreas Carlsson・Fredrik Hult・Andreas Oberg）
  - Sexy Zoneの3枚目のアルバム「Sexy Power3」に収録。
- 生きてよ（作詞：佐藤勝利、作曲：STEVEN LEE）
  - Sexy Zoneの9枚目シングル「Cha-Cha-Cha チャンピオン」Sexy Zone Shop盤Sに収録。
- Everyday love you（作詞：佐藤勝利、作曲：Takuya Harada・Joakim Bjornberg・Christofer Erixon、編曲：鈴木Daichi秀行）
  - Sexy Zoneの10枚目シングル「カラフル Eyes」初回限定盤Aに収録。
- Last winter's night（作詞：佐藤勝利、作曲：星村麻衣、編曲：林田裕一）
  - Sexy Zoneの4枚目アルバム「Welcome to Sexy Zone」に収録。
- Why?（作詞：EMI K. Lynn、作曲：Hjalmar Wilen・Sebastian Krantz）
  - Sexy Zoneのベストアルバム『Sexy Zone 5th Anniversary Best』初回限定盤B に収録。
- Sunshinesmile（作詞：佐藤勝利、作曲：Takuya Harada・Christofer Erixon）
  - Sexy Zoneの10枚目DVD&Blu-ray『Sexy Zone Presents Sexy Tour 2017〜STAGE』初回限定盤付きスペシャルCDに収録。
- Kiss You Good-Bye（作詞：EMI K. Lynn、作曲：Fredrik”Figge”Bostrom ・ Shu Kanematsu、編曲：Shu Kanematsu・生田真心）
  - Sexy Zoneの5枚目アルバム『XYZ=repainting』通常盤に収録。
- 風景画（作詞：佐藤勝利、作曲・編曲：藤野翔之、ストリングスアレンジ：田渕夏海）
  - Sexy Zoneの6枚目アルバム『PAGES』通常盤に収録。
- Show must go on（作詞：佐藤勝利、作曲：Henri Vuortenvirta / 佐伯youthK、編曲：船山基紀 / HENZO）
  - Sexy Zoneの7枚目アルバム『POP × STEP!?』通常盤に収録。

### 作詞
- キミのため ボクがいる（作詞：佐藤勝利、作曲：DAICHI、編曲：石塚知生、歌：Sexy Zone）
  - Sexy Zoneの3枚目シングル「Sexy Summerに雪が降る」に収録。
- きみを離さない きみを離れない（作詞：佐藤勝利、作曲：岡村洋佑、編曲：生田真心、歌：Sexy Zone）
  - Sexy Zoneの1枚目アルバム「One Sexy Zone」に収録。

### ユニット曲
- 私のオキテ（チキンバスケッツ[注釈 3]） - Sexy Zoneの2枚目のアルバム『Sexy Second』に収録。
- New Again! Again and Again!（VS魂）- 未音源化作品

## タイアップ
| 楽曲       | タイアップ                     |
| ---------- | ------------------------------ |
| 私のオキテ | 日本テレビ系ドラマ『49』挿入歌 |

## 出演

### テレビドラマ
- ハングリー!（2012年1月10日 - 3月20日、関西テレビ） - 大楠 佐助 役[42]
- SUMMER NUDE[43]（2013年7月8日 ‐ 9月16日、フジテレビ） - 谷山 駿 役[44]
- 49（2013年10月5日 - 12月28日、日本テレビ） - 主演・加賀美 暖役[45]
- 吾輩の部屋である・第6話（2017年10月24日、日本テレビ） - 自転車 役（声の出演）[46]
- 99.9-刑事専門弁護士- SEASON II（2018年1月14日 - 2月25日、TBS） - 尾崎 雄太 役[47]
- Missデビル 人事の悪魔・椿眞子（2018年4月14日 - 6月16日、日本テレビ） - 斉藤 博史 役[48]
- ブラック校則（2019年10月15日 - 11月26日、日本テレビ） - 主演・小野田 創楽 役[49]
- 「誰も知らない明石家さんま」第6弾 特別ドラマ「笑顔に会いに行く道」（2020年12月13日、日本テレビ） - 大竹 二千翔 役[50]
- でっけぇ風呂場で待ってます（2021年1月25日 - 4月6日、日本テレビ） - 主演・梅ヶ丘 龍大 役（北山宏光〈Kis-My-Ft2〉とW主演）[51][52]
- 世にも奇妙な君物語・第3話「立て！金次郎」（2021年3月19日、WOWOW） - 主演・金山 孝次郎 役[53]
- 青野くんに触りたいから死にたい（2022年3月18日 - 5月20日、WOWOW） - 主演・青野龍平 役[54]
- 赤いナースコール（2022年7月11日 - 9月26日、テレビ東京） - 主演・春野翔太朗 役[55]
- 世にも奇妙な物語’24 冬の特別編「City Lives」（2024年12月14日、フジテレビ） - 主演・佐藤勝利（本人） 役[56]
- アポロの歌（2025年2月19日 - 4月2日、MBS・TBS） - 主演・近石昭吾 役（髙石あかりとダブル主演）[57]

### 映画
- ハルチカ（2017年3月4日公開） - 主演・上条 春太 役（橋本環奈とW主演）[58]
- ブラック校則（2019年11月1日公開） - 主演・小野田 創楽 役[49]

### バラエティ番組
- アオハル（青春）TV（2019年1月27日 - 8月18日、フジテレビ） - レギュラー[59][60]
- VS魂（2021年1月3日 - 2022年4月21日、フジテレビ） - 魂チームのレギュラー[61]
  - VS魂グラデーション（2022年4月28日 - 2023年9月28日、フジテレビ）- 魂チームのレギュラー
- 笑いをシェアしよう!れこめん堂（2021年12月27日、NHK総合）- MC[62]
- あべこべ男子の待つ部屋で（2024年5月4日 - 9月28日、日本テレビ） - MC[63]

### ラジオ
- VICTORY ROADS（2017年10月6日 -2024年3月31日 、bayfm）

### テレビアニメ
- ONE PIECE エピソードオブナミ 〜航海士の涙と仲間の絆〜（2012年8月25日放送） - 村人 役

### CM
- ロッテアイス「モナ王」（2015年）[64]
- TIRTIR
  - 「PERFECT C VITA LINE」（2021年10月15日 - ）[33]
  - 「WATERISM GLOW TINT」（2024年5月15日 - ）[65]
  - 「MASK FIT AI FILTER CUSHION」（2025年1月20日 - ）[66]

### 舞台
- 2015新春 JOHNNYS' World -ジャニーズ・ワールド-（2015年1月1日 - 27日、帝国劇場）- 主演（中島健人と主演）[67]
- JOHNNYS' World -ジャニーズ・ワールド-（2015年12月11日 - 2016年1月27日、帝国劇場）[68]
- JOHNNY‘S ALL STARS ISLAND（2016年12月 - 2017年1月、帝国劇場）- 主演（出演者全員が主役）[69][25]
- ブライトン・ビーチ回顧録（2021年9月18日 - 10月3日、東京芸術劇場 プレイハウス / 10月7日 - 10月13日、京都劇場） - 主演・ユージン 役[70][71]
  - ブロードウェイ・バウンド（2025年9月4日 - 28日〈予定〉、PARCO劇場 / 10月2日 - 13日〈予定〉、COOL JAPAN PARK OSAKA WWホール）[72]
- Endless SHOCK -Eternal-（2022年4月10日 - 2022年5月31日、帝国劇場）- ショウリ（ライバル）役[73]
  - Endless SHOCK（2022年4月9日、ジャニーズネットオンラインにて配信）- ショウリ（ライバル）役[73]
- Endless SHOCK・Endless SHOCK -Eternal-（2023年4月11日 - 5月31日、帝国劇場） - ショウリ（ライバル）役[注釈 4][74]
- Endless SHOCK・Endless SHOCK -Eternal-（2024年4月9日 - 5月4日、帝国劇場 / 9月1日 - 9月29日、博多座） - ショウリ（ライバル）役[75]
- ハロルドとモード（2022年9月29日 - 10月13日、EX THEATER ROPPONGI / 10月15日 - 18日、森ノ宮ピロティホール） - ハロルド 役[76]
- モンスター・コールズ（英語版）（2024年2月10日 - 3月3日、PARCO劇場 / 3月8日 - 17日、COOL JAPAN PARK OSAKA WWホール） - 主演・コナー・オマリー 役[77]

### コンサート
- 年末ヤング東西歌合戦! 東西Jr.選抜大集合2010!（2010年11月26日 - 27日、NHKホール）[42]
- Hey! Say! JUMP さよなら夏休み! SUMMARYスペシャル（全3公演）（2011年9月24・25日、東京ドーム）[78]
- まいジャニコンサート Vol.1（2013年3月2日・3日、オリックス劇場）[79] - ゲストとして出演
- ガムシャラ J's Party !! Vol.1（2014年2月1日 - 2日、EXシアター六本木） - オフィシャルサポーターとして出演[80]
- 夏祭りスペシャルイベント 佐藤勝利 ソロコンサート (2014年7月29日・8月11日、東京・EXシアター六本木）
- Sexy Zone A.B.C-Z Summer Paradise in TDC 『勝利Summer Concert』（2015年8月11日 - 14日、TOKYO DOME CITY HALL）
- Johnnys' Summer Paradise 2016『佐藤勝利 Summer Live 2016』（2016年8月18日 - 21日・29日、TOKYO DOME CITY HALL）
- Summer Paradise 2017『佐藤勝利 summer live 2017 VIC's sTORY』（2017年8月10日 - 15日、TOKYO DOME CITY HALL）

### イベント
- 『リアルスコープ』スペシャルイベント Sexy Zone 佐藤勝利 with ジャニーズJr.in お台場合衆国2013（2013年8月21日、お台場合衆国）[81][注釈 5]
- 第34回 マイナビ 東京ガールズコレクション 2022 SPRING/SUMMER（2022年3月22日）[83]
- 第35回 マイナビ 東京ガールズコレクション 2022 AUTUMN/WINTER（2022年9月3日）[84]

### 雑誌連載
- 麻布台出版『ポポロ』「相思相愛♡交換ダイアリー」（2019年5月号 - ）[85] - 岸優太との隔月連載。
- 光文社『bis』「bis homme」（2020年11月号 - ）[86]
- 東京ニュース通信社『週刊TVガイド』「週刊VS魂ガイド」（2021年2/5号 - ） -「VS魂」とのコラボ連載[87]。
- KADOKAWA『月刊ザテレビジョン』「Team 魂通信」（2021年5月号 - ） - 『VS魂』とのコラボ連載[88]。